# Wang Ying (1895-1950)
Pour les articles homonymes, voir Wang Ying.
Wang Ying (chinois : 王英 ; pinyin : wáng yīng, 1895 - 4 novembre 1950) est un bandit chinois et petit seigneur de la guerre pro-Japonais de l'ouest du Suiyuan. 

## Biographie
Membre de l'armée anti-japonaise populaire du Cháhāěr en 1933, Wang commande une formation appelée la 1re armée de route. Après la suppression de l'armée unie anti-japonaise du Nord-Est, Wang Ying fait défection pour rejoindre l'armée japonaise du Guandong et les persuade de lui permettre de recruter des soldats chinois inoccupés de la province du Chahaer. Il retourne au Cháhāěr du Nord occupé par les Japonais avec assez d'hommes pour armer deux divisions qui sont entraînées par des conseillers japonais. En 1936, Wang devient commandant de sa grande armée Han vertueuse rattachée à l'armée de Mongolie-intérieure du prince Demchugdongrub.
Après l'échec de la première campagne du Suiyuan, les Japonais utilisent la grande armée Han vertueuse pour lancer une autre attaque de l'est de la province du Suiyuan en janvier 1937. Fu Zuoyi met cependant en déroute l'armée de Wang qui accuse de lourdes pertes.
Plus tard, après 1937, Wang réussi à organiser une petite armée pro-japonaise, indépendante du Mengjiang, dans l'ouest du Suiyuan et placée sous protection des Japonais. Son « armée du gouvernement autonome de l'ouest du Suiyuan » compte en 1943 plus de 2 300 hommes répartis en trois divisions, comme décrit dans un rapport britannique de mars 1943.
Après la défaite du Japon de 1945, Wang Ying se rend à Fu Zuoyi, et est nommé commandant du 1er groupe de cavalerie. Il est ensuite transféré commandant du 14e de cavalerie Zongdui dans la 12e zone de guerre. En 1946, il devient officier supérieur du camp de Pékin auprès du président du comité militaire. Il est nommé ensuite commandant suprême pour l'élimination des communistes, chef de l'armée de route de Ping-Pu.
Après l'établissement de la République populaire de Chine, Wang Ying est arrêté par les autorités et condamné à mort par la cour populaire de Pékin le 23 mai 1950 pour trahison, reddition à l'ennemi (hanjian) et anti-révolution. Il fait appel auprès de la cour populaire suprême chinoise, mais celle-ci confirme le jugement. Il est fusillé à Pékin le 4 novembre de la même année.